# Martin Hocke
Martin Hocke (Colonia, 6 settembre 1938 – Warwick, 9 marzo 2005) è stato uno scrittore inglese.
Ha anche usato lo pseudonimo di Julian Eckho.

## Biografia
Figlio di un noto scrittore e critico d'arte tedesco, Martin Hocke è considerato uno dei maggiori scrittori di fantasy in lingua inglese grazie alla pubblicazione di una sola trilogia. Dopo aver studiato alla Royal Academy of Dramatic Art, ha svolto l'attività di traduttore e ha lavorato per la radio. 
Ha vissuto in Inghilterra, Germania, ed Italia (più di 30 anni) a Torino e nel Monferrato, ha trascorso anche lunghi periodi in terre lontane. Con L'antico regno del silenzio ha riscosso un grandissimo successo in tutto il mondo.
Al contrario di ciò che si legge in altre fonti, Hocke non ha avuto esperienze professionali né come giocatore di rugby né come pugile, ma li ha praticati solamente a livello amatoriale.
Inizia un intenso lavoro di consulenza linguistica per diverse grandi aziende europee, come la FIAT, la RIV-SKF e la Ferrero.
Esercita saltuariamente l'attività di traduttore letterario dall'italiano, dal francese e dal tedesco e negli anni '70 ha partecipato come attore al programma Radio (RAI)  di Riccardo Pazzaglia: "Europa Music Hall". 
Sotto lo pseudonimo di Julian Eckho pubblica l'unico romanzo giallo Complotto alla Phiat.
Il suo primo romanzo, L'antico regno del silenzio pubblicato nel 1989 (e in Italia da Piemme nel 1991), ha avuto uno straordinario successo di pubblico e di critica. In Italia ne sono state tratte un'edizione tascabile (Tea), un'edizione scolastica (EinaudiScuola) ed un testo per campi estivi e itinerari di catechesi: 'Hunter nel Regno del Silenzio' di Boschetti Stefano e Dezzuto Carlo, edito da Elledici. 
A seguito del suo secondo romanzo, "Il regno perduto", uscito contemporaneamente in Inghilterra, Italia e Germania, è stato chiamato come "visiting professor" dall'Università di Torino per un corso sull'arte del romanzo.
I suoi libri sono stati tradotti in italiano, tedesco, svedese, olandese e russo. L'antico regno del silenzio è stato trasmesso per radio in Australia.

## Opere
- L'antico regno del silenzio (The Ancient Solitary Reign, 1989) (pubblicato anche sotto il titolo Il regno dei gufi)
- Il Regno Perduto (The Lost Domain, 1993)
- Alla conquista della Terra (Am an Owl, 1995)

Come Julian Eckho:
- Complotto alla Phiat (1991)

## Influenza culturale
Ispirato all'Antico Regno del Silenzio venne pubblicato anche un testo per campi estivi e itinerari di catechesi.
- Hunter nel Regno del Silenzio di Boschetti Stefano e Dezzuto Carlo (Elledici, 1995)